# Hürth
Hürth je německé město blízko Kolína nad Rýnem v Severním Porýní-Vestfálsku. V roce 2009 zde bylo registrováno 57 501 obyvatel a současným[kdy?] starostou je Dirk Breuer.

## Geografie
Hürth se nachází asi 9 kilometrů jihozápadně od Kolína nad Rýnem na severovýchodním svahu přírodní rezervace Kottenforst-Ville.
Město, skládající se z 13 formálně nezávislých vesnic, je v podstatě tvořeno mnoha menšími útvary a obchodními centry rozloženými na poměrně rozsáhlé ploše, a také s hojným množstvím jezer a úseků lesa.

## Historie
1. dubna 1930 byla menší sídla Hürth (s Alstädtenem a Knapsackem), Berrenrath, Fischenich, Gleuel (s Sielsdorfem a Burbachem), Hermülheim a Kendenich (s Kalscheurenem) spojena do jednoho města, nazvaného Hürth. Ve stejném roce se nezdařila snaha tehdejšího primátora Kolína nad Rýnem, Konrada Adenauera o připojení Efferenu, který byl v roce 1933 připojen k Hürthu společně s Stotzheimem. Díky tomuto spojení se Hürth stal největší venkovskou komunitou v Německu do roku 1978, kdy Hürth přestal být venkovským společenství.

## Městské části

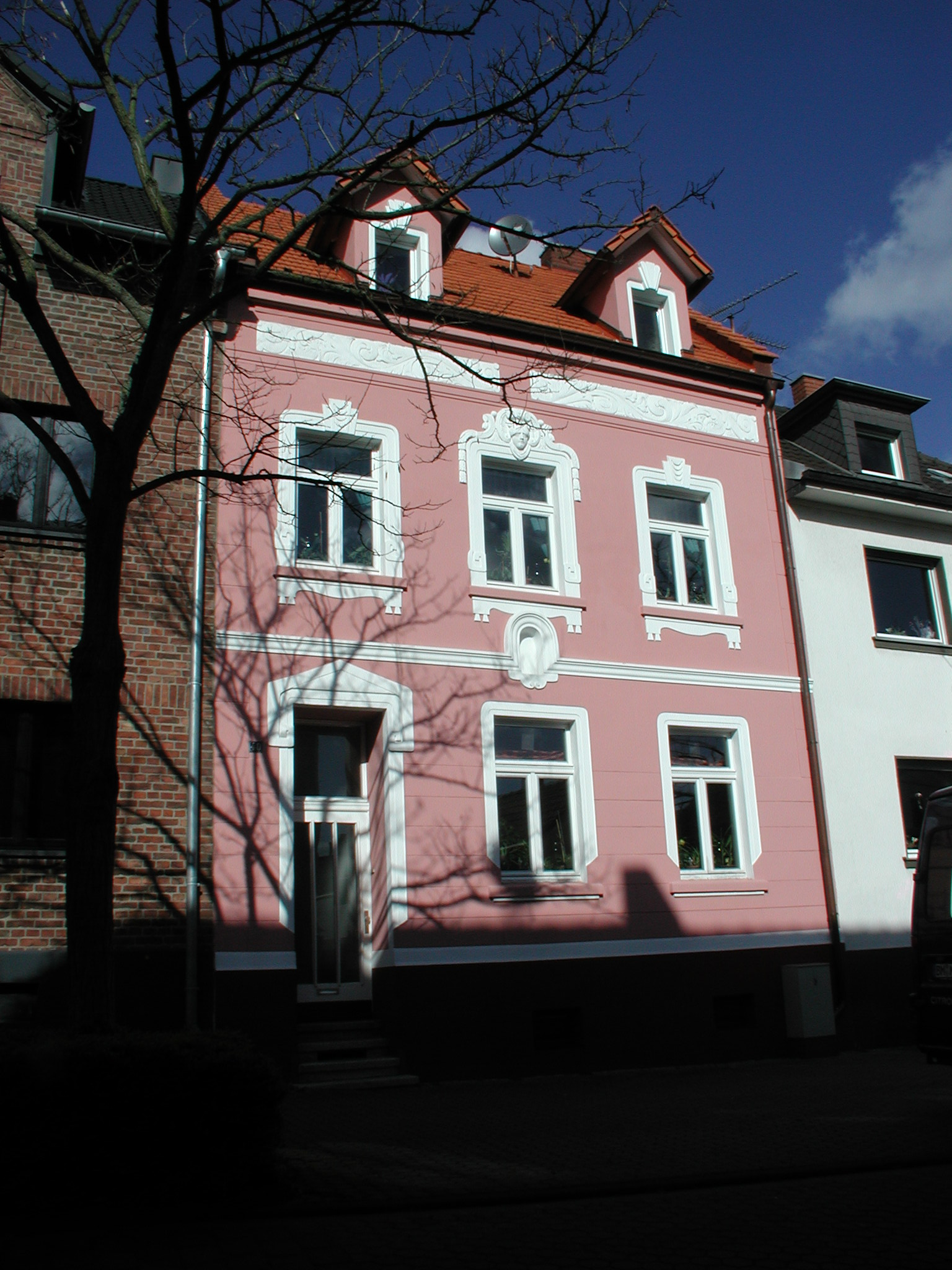
Dům č. p. 25

Alstädten: První písemná zmínka pochází z roku 1185.
Burbach: První písemná zmínka pochází z roku 1233.
Berrenrath: První písemná zmínka pochází z roku 922.
Efferen: První písemná zmínka pochází z roku 1189.
Fischenich: První písemná zmínka pochází z roku 1189.
Gleuel: První písemná zmínka pochází z roku 898.
Hermülheim: První písemná zmínka pochází z roku 943.
Hürth (Alt-Hürth): První písemná zmínka pochází z roku 1185.
Hürth-Mitte
Kalscheuren: První písemná zmínka pochází z roku 1305.
Kendenich: První písemná zmínka pochází z roku 941.
Knapsack: První písemná zmínka pochází z roku 1566.
Sielsdorf: První písemná zmínka pochází z roku 898.
Stotzheim: První písemná zmínka pochází z roku 1223.

## Známé osobnosti
- Michael Schumacher, pilot formule 1
- Ralf Schumacher, pilot formule 1
- Wolfgang von Trips, pilot formule 1
- Julia Rick, wakeboardistka

## Partnerská města
- Argelès-sur-Mer, Francie (od 1988)
- Kabarnet, Keňa (od 1988)
- Skawina, Polsko (od 1996)
- Spijkenisse, Nizozemsko (od 1966)
- Thetford, Anglie (od 1966)